# Nationalpark Phu Wiang
Der Nationalpark Phu Wiang (Thai: อุทยานแห่งชาติภูเวียง, RTGS: uthayan haengchat phu wiang) ist ein Nationalpark in der Nordostregion von Thailand, dem so genannten Isan. 
Der Park wurde am 8. Dezember 1991 offiziell in der „Royal Gazette“ als der 71. Nationalparks Thailands als eröffnet erklärt.

## Geographie
Der Nationalpark liegt in den Landkreisen (Amphoe) Phu Wiang, Si Chomphu, Nong Na Kham und Chum Phae der Provinz Khon Kaen. 
Er hat eine Fläche von 203.125 Rai, das entspricht etwa 325 km².

## Sehenswürdigkeiten
Der Park verfügt über zahlreiche Wasserfälle, darunter zum Beispiel:
- Wasserfall Tat Fa (น้ำตกตาดฟ้า) – in dichtem Wald im Norden der Phu-Wiang-Berge gelegen, das Wasser fällt senkrecht aus einer Höhe von 15 Metern.
- Wasserfall Thap Phaya Suea (น้ำตกทับพญาเสือ) – ein 400 Meter langer Wasserfall im Süden der Phu-Wiang-Bergen gelegen.

Die meisten Besucher werden allerdings kommen, um die Fossilien von Dinosauriern zu besichtigen, die im Landkreis Phu Wiang ausgegraben wurden. Die ersten Funde von Dinosaurier-Fossilien stammen bereits aus dem Jahr 1976, als ein thailändischer Geologe nach Uran suchte. Weitere Forschungen führten zu insgesamt neun Ausgrabungs-Stätten. Die wichtigste davon ist „Site No. 1 Phu Pratu Tima“ (หลุมขุดค้นที่ 1 ภูประตูตีหมา). Hier wurde der Phuwiangosaurus entdeckt, ein 15 Meter langer und 3 Meter hoher Pflanzenfresser, dessen wissenschaftlicher Name Phuwiangosaurus sirindhornae erstens aufgrund der Fundstätte im Landkreis Phu Wiang vergeben wurde und zweitens zu Ehren der thailändischen Prinzessin Maha Chakri Sirindhorn, die im November 1989 kurz nach seiner Entdeckung die Ausgrabungsstätte besichtigte.
„Ausgrabungsstätte Nr. 1 Phu Pratu Tima“, „Nr. 2 Tham Chia“ (หลุมขุดค้นที่ 2 ถ้ำเจีย), „Nr. 3 Huai Pratu Tima“ (หลุมขุดค้นที่ 3 ห้วยประตูตีหมา) und „Nr. 9 Hin Lat Yao“ (หลุมขุดค้นที่ 9 หินลาดยาว) sind für Besucher frei zugängig. Weiterhin gibt es in der Nähe das Dinosaurier-Museum Phu Wiang.